# Somalier i USA

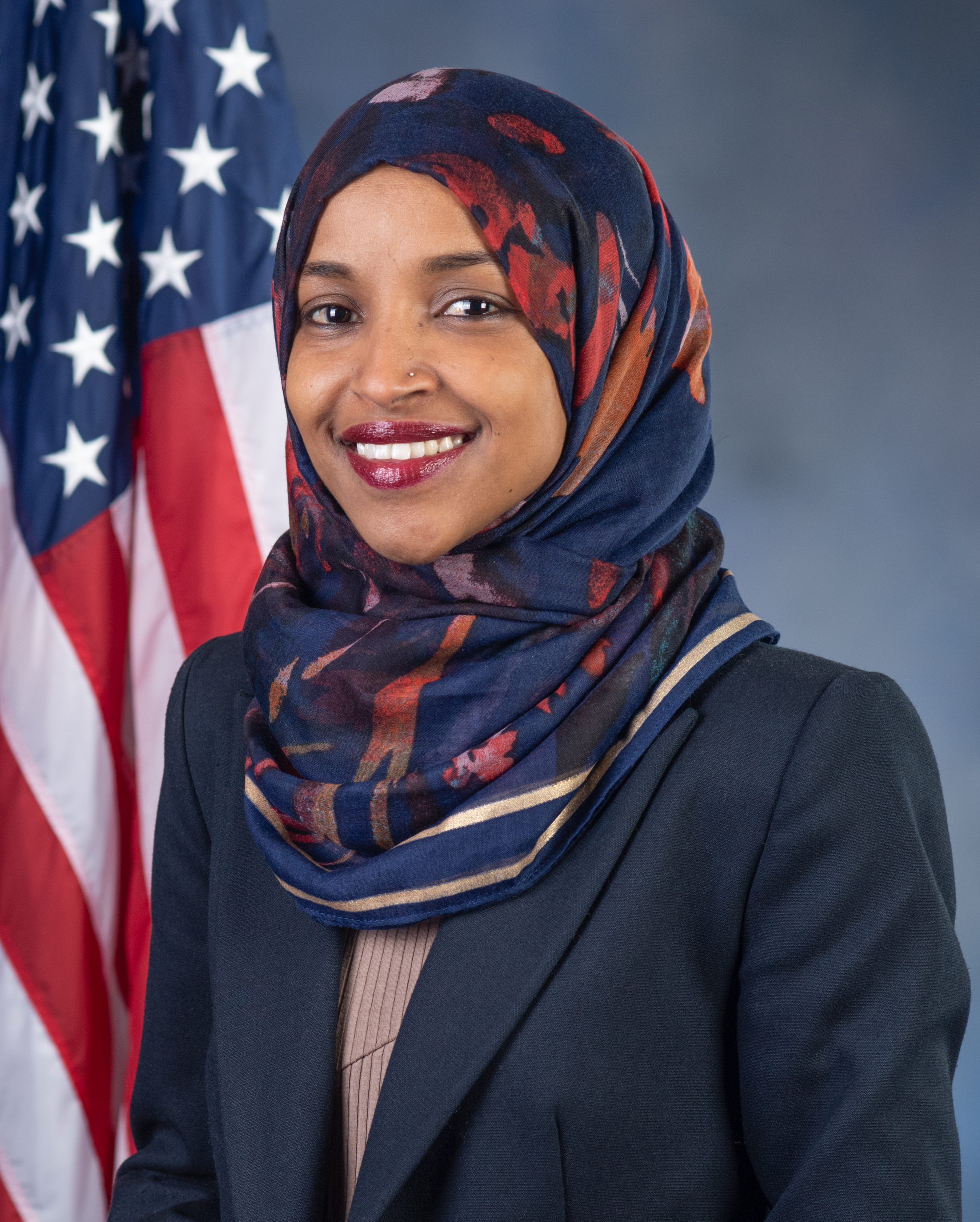
Illhan Omar, ledamot av USA:s representanthus från Minnesota.

Till somalier i USA eller somaliska amerikaner (engelska: Somali Americans) räknas personer som är boende i USA, och som har sitt ursprung i Somalia. Enligt United States Census Bureau bor det i USA sammanlagt 76 205 personer som var födda i Somalia, och 182 951 som uppgavs härstamma därifrån, 2019.